# Pita, Mexiko
Pita är en ort i Mexiko.   Den ligger i kommunen Corregidora och delstaten Querétaro Arteaga, i den centrala delen av landet, 180 km nordväst om huvudstaden Mexico City. Pita ligger 2 062 meter över havet och antalet invånare är 248.
Terrängen runt Pita är platt åt sydost, men åt nordväst är den kuperad. Runt Pita är det ganska tätbefolkat, med 104 invånare per kvadratkilometer. Närmaste större samhälle är Santiago de Querétaro, 12,0 km norr om Pita. Omgivningarna runt Pita är en mosaik av jordbruksmark och naturlig växtlighet.